# Jardín Botánico de Tunja
El Jardín Botánico Jose Joaquín Camacho y Lago se encuentra ubicado en la vereda de Pirgua, zona rural de la ciudad de Tunja, Colombia. La primera etapa fue concluida en octubre de 2007 por obra de Ecoparques, empresa encargada de realizar la obra.
Con una inversión para su primera etapa de 1900 millones de pesos, fue construido en un lote de 33 hectáreas en la zona occidental de la capital boyacense, cerca a la salida hacia Soracá. Cuenta con 7 kilómetros de senderos. Su nombre se debe a uno de los boyacenses más ilustres del siglo XIX. José Joaquín Camacho acompañó a José Celestino Mutis en la expedición botánica y además fue presidente de la Nueva Granada.
Esta construcción trato de remplazar al acabado centro de Diagnóstico Agropecuario y el Vivero Departamental de la Gobernación de Boyacá que estaban Ubicados en la salida a Moniquirá km 1 sector puente Restrepo.
La principal razón de su construcción fue la de rescatar y conservar la flora y fauna de la región. Cuenta con tres miradores, dos lagos, un ágora, centro de convenciones, vivero y un departamento de investigación.